# شيخ رشيد أحمد
شيخ رشيد أحمد (بالأردوية: شیخ رشید احمد)‏، (6 نوفمبر 1950) سياسي باكستاني يشغل حاليًا منصب الوزير الاتحادي للسكك الحديدية منذ 20 أغسطس 2018. وهو عضو في المجلس الوطني الباكستاني منذ أغسطس 2018، وهو الزعيم الحالي لرابطة عوامي الإسلامية. كان سابقًا عضوًا في مجلس الأمة بين مارس 1985 ومايو 2018.
ولد في روالبندي، وتلقى تعليمه في كلية جوردون ودرس القانون في لاهور.وعمل أحمد كعضو في مجلس الوزراء الاتحادي في مناصب مختلفة بين عامي 1992 و1997. شغل أولاً منصب الوزير الاتحادي للمعلومات والإذاعة من عام 2002 إلى عام 2006، ثم وزيرًا للسكة الحديدية من عام 2006 إلى عام 2007. وفي عام 2008 أسس حزبه السياسي الخاص بعد أن خسر مقعده التقليدي في روالبندي.